# Eurypoda antennata
Eurypoda antennata là một loài bọ cánh cứng trong họ Cerambycidae.